# Howard Blake
Howard Blake (né le 28 octobre 1938 à Londres) est un compositeur anglais de musiques de film.

## Biographie
Il fit ses études secondaires au collège de Blatchington Mill puis accompagna les chansons des opéras de  Gilbert et Sullivan et se fit reconnaître comme pianiste, mais ses talents de compositeurs demeuraient confidentiels,.
À l'âge de 18 ans, il obtient une bourse au Festival de Musique de Hastings pour la Royal Academy of Music, où il étudia le piano sous la direction d'Harold Craxton, et la composition sous la direction d'Howard Ferguson; mais il prit bientôt ses distances avec les extravagances de la musique contemporaine au point d'arrêter momentanément la musique : par passion pour le cinéma, il se fit engager comme projectionniste au National Film Theatre.

## Œuvres
- Symphonie no 2 « Toccata », op. 386 (1988)

## Filmographie sélective
- 1977 : Les Duellistes
- 1980 : Flash Gordon
- 1982 : The Snowman
- 1983 : Amityville 3
- 1987 : Un mois à la campagne
- 1989 : Granpa
- 1999 : The Bear